# Lacapelle-Barrès
Lacapelle-Barrès é uma comuna francesa na região administrativa de Auvérnia-Ródano-Alpes, no departamento de Cantal. Estende-se por uma área de 6,47 km². Em 2010 a comuna tinha 60 habitantes (densidade: 9,3 hab./km²).